# Sand (Bergisch Gladbach)

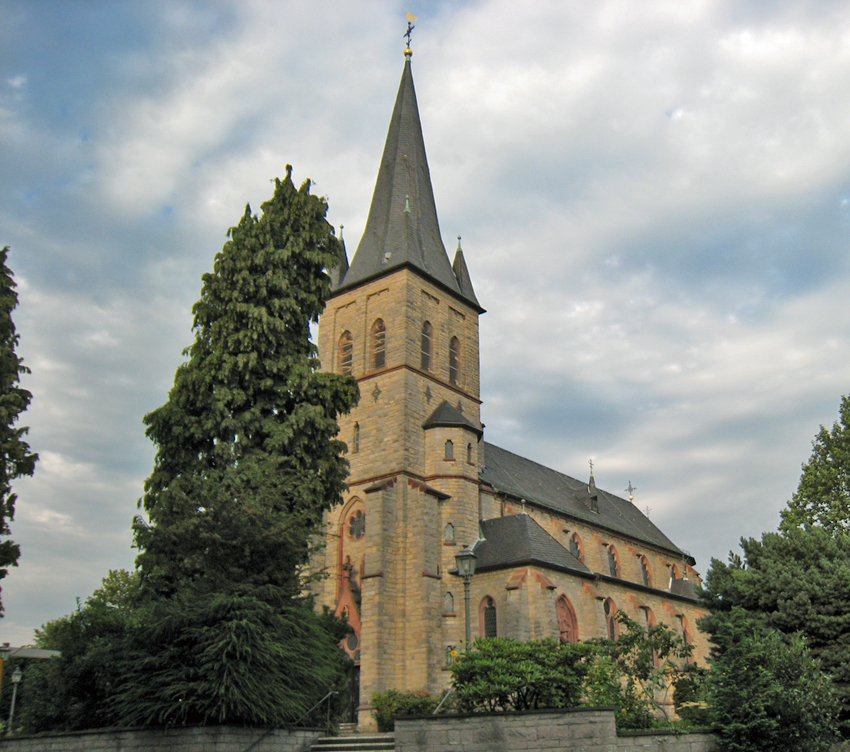
Römisch-katholische Kirche St. Severin 2016

Sand ist ein Stadtteil von Bergisch Gladbach und gehört unter Nr. 33 zum Statistik-Bezirk 3 der Stadt.

## Geschichte
Die Erstnennung von Sand findet sich in der Urkunde 4 von 1229 des Klosters Meer. Das Kirchdorf Sand ist einer der frühesten Siedlungskerne im Stadtgebiet von Bergisch Gladbach und wurde 1349 in der Form „van me Sande“ erstmals urkundlich erwähnt. Die im Frühmittelalter anzusetzende Entstehung des Sander Hofes fiel zeitlich vermutlich mit der Gründung einer Eigenkirche zusammen. Bekanntester Pfarrer von Sand war Johann Peter Ommerborn, der so genannte Held vom Ommerborn. Die Siedlungsgründung wurde nach der natürlichen Lage, das heißt nach der sandigen Bodenbeschaffenheit des bergischen Heidesandstreifens benannt.

## Bevölkerung
Nach der EDV-Einwohnerdatei verfügte Sand am 30. Juni 2017 über insgesamt 2.426 Einwohner (darunter 282 Ausländer). Die Altersgruppe über 65 war mit 517 Einwohnern (darunter 34 Ausländer) stärker als die Altersgruppe unter 18 Jahre mit nur 444 Einwohnern (darunter 50 Ausländer).

## Sonstiges

### Bergbau
In der angrenzenden Hardt hat es im 19. und teilweise noch im frühen 20. Jahrhundert mehrere Gruben gegeben, in denen Eisen-, Blei- und Zinkerz gefördert wurde.

### Mühlen an der Strunde
- Dombacher Mühle
- Locher Mühle